# La Cité des mille soleils
La Cité des mille soleils (titre original : City of a Thousand Suns) est un roman de science fantasy de l'écrivain afro-américain Samuel R. Delany paru en 1965, le dernier roman de la trilogie La Chute des tours,
Les histoires de la trilogie La Chute des tours se déroulaient à l'origine dans la même Terre post-holocauste que le roman Les Joyaux d'Aptor de Samuel Delany ; cependant, les références permettant de les relier ont été supprimées dans les éditions révisées ultérieurement.

## Résumé
Comme dans les deux premiers livres, le roman se passe dans un  empire post-apocalyptique de Toromon, confiné par une « barrière » environnante de terres hautement radioactives, et habité par des « gens de la forêt » mutants/évolués (dont certains sont des télépathes) les «Néandertaliens», ainsi que des humains normaux. Les évènements du livre se concentrent sur une guerre revendiquée. On dit à plusieurs reprises aux soldats « nous avons un ennemi derrière la barrière » et on les place dans des modules ressemblant à des cercueils pour être téléportés en territoire ennemi pour y combattre.
Cependant, il s'avère que le système de transport de matière ou de téléportation n'a jamais fonctionné et que la guerre est un canular. Les soldats sont connectés à un ordinateur avant leur expérience de « téléportation », mais restent dans leurs cercueils, où Ils hallucinent des batailles, avec leurs expériences générées et coordonnées par l'ordinateur. Les morts sont soi-disant tués par une arme à énergie ennemie, comme s'en souviennent les survivants, mais en réalité sont électrocutés et brûlés dans leurs cercueils.
Cependant, Toromon a une sorte de véritable ennemi, sur un autre plan d'existence, et à la fin du livre il y a un conflit cosmique qui empêche cette entité de mener d'autres expériences malveillantes sur Toromon.